# Disturbios de Los Ángeles de 1992
Los disturbios de 1992 en Los Ángeles, a veces llamado levantamiento de Los Ángeles de 1992, fueron una serie de disturbios y alteraciones civiles que se produjeron en el condado de Los Ángeles en abril y mayo de 1992. Los disturbios comenzaron en el centro-sur de Los Ángeles el 29 de abril, después de que un jurado absolviera a cuatro agentes del Departamento de Policía de Los Ángeles (DPLA) acusados de haber hecho un uso excesivo de la fuerza en la detención y paliza de Rodney King. Este incidente había sido grabado en vídeo y mostrado ampliamente en las emisiones de televisión.
Los disturbios se produjeron en varias zonas del área metropolitana de Los Ángeles, ya que miles de personas se amotinaron durante seis días tras el anuncio del veredicto, pero se concentraron en la zona Centro-Sur. Durante los disturbios se produjeron saqueos generalizados, asaltos e incendios provocados, que las fuerzas policiales locales tuvieron dificultades para controlar debido a la falta de personal y recursos. La situación en la zona de Los Ángeles sólo se resolvió después de que la Guardia Nacional de California, el ejército de Estados Unidos y varios organismos policiales federales se desplegaran para ayudar a poner fin a la violencia y los disturbios.
Cuando los altercados terminaron, habían muerto 63 personas, 2383 resultaron heridas, más de 12000 fueron detenidas y los daños materiales se estimaron en más de mil millones de dólares. El barrio coreano, donde se produjeron la mayor parte de los disturbios en el centro-sur de Los Ángeles, sufrió daños desproporcionadamente mayores que las zonas circundantes. Al jefe de policía de Los Ángeles, Daryl Gates, que ya había anunciado su dimisión cuando se produjeron los disturbios, se le atribuyó gran parte de la culpa por no haber calmado la situación y por la mala gestión general.

## Antecedentes

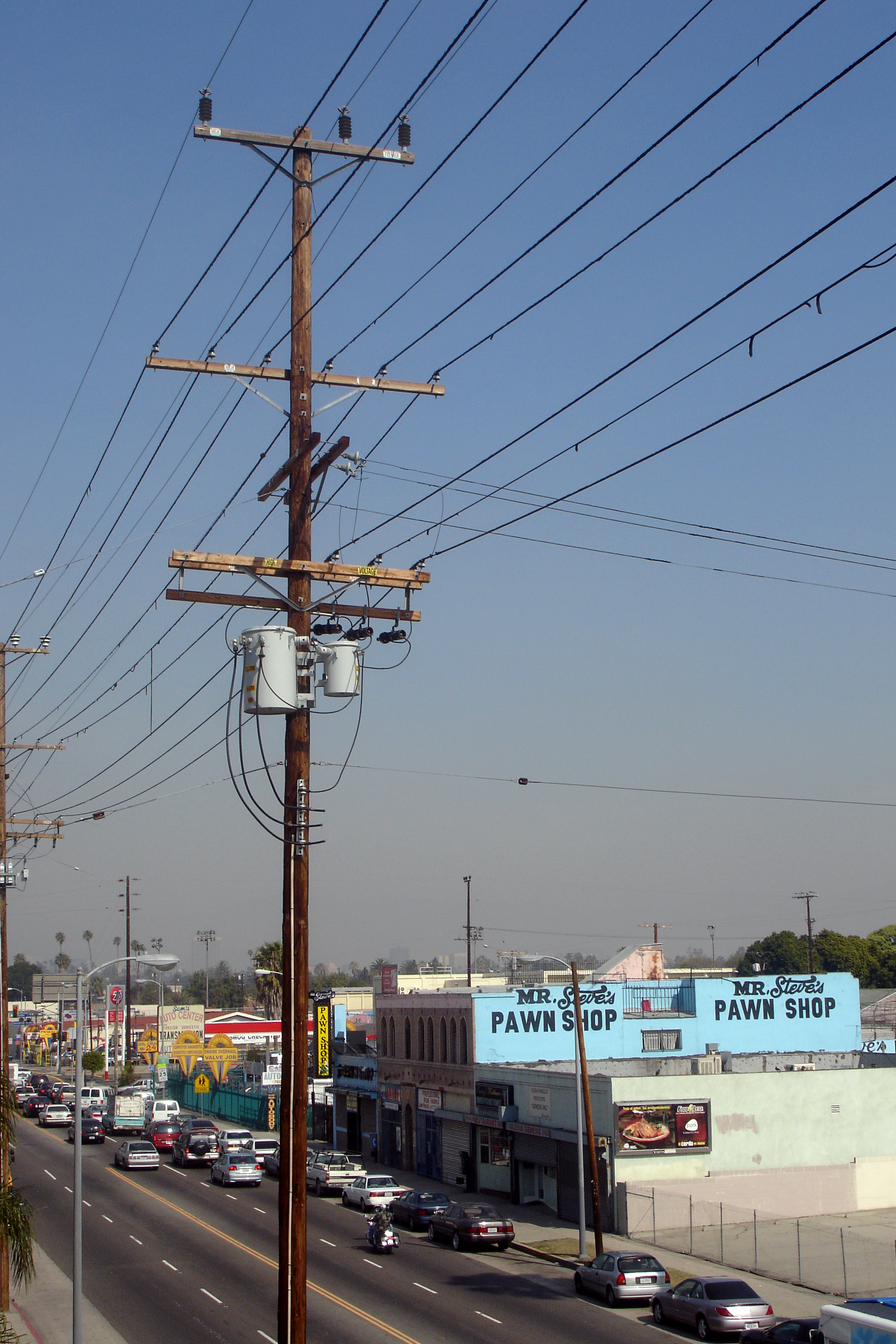
El centro-sur de Los Ángeles, donde se produjeron gran parte de los disturbios

### Relaciones entre la policía y la comunidad
Antes de la publicación de la cinta de Rodney King, los líderes de las comunidades minoritarias de Los Ángeles se habían quejado repetidamente del acoso y del uso excesivo de la fuerza contra sus residentes por parte de los agentes de la policía de Los Ángeles. A Daryl Gates, jefe del Departamento de Policía de Los Ángeles (DPLA) de 1978 a 1992, se le ha atribuido gran parte de la culpa de los disturbios. Según un estudio, "la escandalosa violencia racista... marcó a la policía de Los Ángeles bajo el tempestuoso liderazgo de Gates". Bajo el mando de Gates, la policía de Los Ángeles había iniciado la Operación Martillo en abril de 1987, que fue un intento a gran escala de acabar con la violencia de las bandas en la ciudad. 
El origen de la Operación Martillo se remonta a los Juegos Olímpicos de 1984 celebrados en Los Ángeles. Bajo la dirección de Gates, la policía local amplió las redadas contra las bandas durante los Juegos Olímpicos. Se llevaron a cabo en amplias zonas de la ciudad, pero especialmente en la zona centro-sur y al este de Los Ángeles, zonas en las que residen mayoritariamente minorías. Una vez finalizados los juegos, la ciudad comenzó a reactivar el uso de las anteriores leyes antisindicalistas para mantener la política de seguridad iniciada para los Juegos Olímpicos. La policía llevó a cabo con más frecuencia detenciones masivas de jóvenes negros e hispanos, aunque la inmensa mayoría de ellos nunca fueron acusados. Las quejas de los ciudadanos contra la brutalidad policial aumentaron un 33% en el periodo de 1984 a 1989.
En 1990, más de 50.000 personas, en su mayoría varones pertenecientes a minorías, habían sido detenidas en estas redadas. Durante este periodo, la policía de Los Ángeles detuvo a más jóvenes negros que en ningún otro periodo desde los disturbios de Watts de 1965. Los críticos han alegado que la operación era racista porque utilizaba perfiles raciales, dirigidos a jóvenes afroamericanos e hispanos. La percepción de que la policía había atacado a los ciudadanos no caucásicos contribuyó probablemente a la ira que estalló en los disturbios de 1992.
La Comisión Christopher concluyó posteriormente que un "número significativo" de agentes del Departamento de Policía de Los Ángeles "utiliza repetidamente la fuerza excesiva contra el público e ignora persistentemente las directrices escritas del departamento en relación con la fuerza". Se descubrió que los prejuicios relacionados con la raza, el género y la orientación sexual habían contribuido regularmente al uso excesivo de la fuerza. El informe de la comisión pedía la sustitución tanto del Jefe Daryl Gates como de la Comisión de Policía Civil.

### Tensiones étnicas
En el año anterior a los disturbios, 1991, hubo un creciente resentimiento y violencia entre las comunidades afrodescendiente y coreana-americana. Las tensiones raciales llevaban años cociéndose a fuego lento entre estos grupos. En 1989, el estreno de la película de Spike Lee Do the Right Thing puso de manifiesto las tensiones urbanas entre blancos, negros y coreanos por el racismo y la desigualdad económica. Muchos comerciantes coreanos estaban molestos porque sospechaban que sus clientes y vecinos negros les robaban. Muchos clientes negros estaban enfadados porque se sentían rutinariamente faltados de respeto y humillados por los propietarios de las tiendas coreanas. Ninguno de los dos grupos comprendía plenamente el alcance o la magnitud de las diferencias culturales y las barreras lingüísticas, lo que alimentaba aún más las tensiones.
El sábado 16 de marzo de 1991, un año antes de los disturbios de Los Ángeles, la tendera Soon Ja Du disparó y mató a la estudiante negra de noveno grado Latasha Harlins tras un altercado físico. Du fue declarada culpable de homicidio voluntario y el jurado recomendó la pena máxima de 16 años, pero la jueza, Joyce Karlin, decidió no imponer la pena de prisión y condenó a Du a cinco años de libertad condicional, 400 horas de servicio comunitario y una multa de 500 dólares. Las relaciones entre las comunidades afrodescendiente y coreana empeoraron significativamente después de esto, y la primera se volvió cada vez más desconfiada del sistema de justicia penal. Posteriormente, un tribunal de apelación estatal confirmó por unanimidad la decisión de condena del juez Karlin en abril de 1992, una semana antes de los disturbios.
Los Angeles Times informó de otros incidentes significativos de violencia entre las comunidades en ese momento:

Otros incidentes recientes incluyen el tiroteo del 25 de mayo [1991] contra dos empleados de una licorería cerca de la calle 35 y la avenida Central. Las víctimas, ambos emigrantes recientes de Corea, fueron asesinados después de cumplir con las exigencias de robo hechas por un asaltante descrito por la policía como afroamericano. El jueves pasado, un hombre afroamericano sospechoso de cometer un robo en una tienda de repuestos de automóviles de la avenida Manchester fue herido de muerte por su cómplice, que disparó accidentalmente una bala de escopeta durante un forcejeo con el propietario coreano-americano de la tienda. "Esta violencia también es preocupante", dijo el propietario de la tienda, Park. "¿Pero quién llora por estas víctimas?"

### Incidente de Rodney King
En la noche del domingo 3 de marzo de 1991, Rodney King y dos pasajeros conducían hacia el oeste por la autopista Foothill (I-210) a través del barrio de Sunland-Tujunga, en el valle de San Fernando. La Patrulla de Carreteras de California (PCC) intentó iniciar una parada de tráfico y se produjo una persecución a gran velocidad con velocidades estimadas de hasta 185 km/h, antes de que King acabara saliendo de la autopista en Foothill Boulevard. La persecución continuó a través de los barrios residenciales de Lake View Terrace en San Fernando Valley antes de que King se detuviera frente al centro recreativo de Hanson Dam. Cuando King finalmente se detuvo, los agentes de la policía de Los Ángeles y de la CHP rodearon el vehículo de King y los agentes casados de la CHP, Timothy y Melanie Singer, lo detuvieron a él y a otros dos ocupantes del coche.
Después de meter a los dos pasajeros en el coche patrulla, cinco agentes del Departamento de Policía de Los Ángeles (LAPD) -Stacey Koon, Laurence Powell, Timothy Wind, Theodore Briseño y Rolando Solano- rodearon a King, que salió del coche en último lugar. Todos los agentes implicados eran blancos, aunque Briseño y Solano eran de origen hispano. Le aplicaron una descarga eléctrica, le golpearon decenas de veces con porras laterales, le dieron patadas en la espalda y le tiraron al suelo antes de esposarle y atarle las piernas. El sargento Koon declaró posteriormente en el juicio que King se resistió a la detención y que creía que  estaba bajo los efectos de la PCP en el momento de la detención, lo que le hizo mostrarse muy agresivo y violento con los agentes. Las imágenes de vídeo de la detención mostraron que King intentó levantarse cada vez que fue golpeado y que la policía no intentó esposarlo hasta que se quedó quieto. Una prueba posterior realizada a King para detectar la presencia de PCP en su cuerpo en el momento de la detención fue negativa.
Sin que la policía y King lo supieran, el incidente fue captado por una videocámara por el civil local George Holliday desde su apartamento cercano, frente a la presa de Hansen. La cinta duraba aproximadamente 12 minutos. Aunque la cinta se presentó durante el juicio, algunos fragmentos del incidente no se hicieron públicos. En una entrevista posterior, King, que estaba en libertad condicional por una condena por robo y tenía condenas anteriores por asalto, agresión y robo, dijo que no se había entregado antes porque conducía en estado de embriaguez bajo los efectos del alcohol, lo que sabía que violaba las condiciones de su libertad condicional.
Las imágenes de King siendo golpeado por la policía se convirtieron en un foco instantáneo de atención de los medios de comunicación y en un punto de encuentro para los activistas de Los Ángeles y de todo Estados Unidos. La cobertura fue amplia durante las dos primeras semanas después del incidente: Los Angeles Times publicó 43 artículos sobre el incidente, The New York Times publicó 17 artículos, y el Chicago Tribune publicó 11 artículos. Ocho reportajes aparecieron en ABC News, incluido un especial de sesenta minutos en Primetime Live.
Al ver la cinta de la paliza, el jefe de policía de Los Ángeles, Daryl Gates, dijo

Me quedé mirando la pantalla con incredulidad. Volví a poner la cinta de un minuto y 50 segundos. Luego una y otra vez, hasta que la vi 25 veces. Y todavía no podía creer lo que estaba viendo. Ver a mis agentes hacer lo que parecía un uso excesivo de la fuerza, posiblemente excesivo desde el punto de vista penal, verlos golpear a un hombre con sus porras 56 veces, ver a un sargento en la escena que no hacía nada para tomar el control, era algo que nunca soñé que presenciaría.

### Acusación y juicio
Posteriormente, el fiscal del condado de Los Ángeles acusó a cuatro policías, entre ellos un sargento, de agresión y uso excesivo de la fuerza. Debido a la amplia cobertura mediática de la detención, el juicio recibió un cambio de sede del condado de Los Ángeles a Simi Valley, en el vecino condado de Ventura. El jurado no tenía ningún miembro que fuera totalmente afroamericano. El jurado estaba compuesto por nueve estadounidenses blancos (tres mujeres y seis hombres), un hombre birracial, una mujer latina y una mujer asiático-americana. El fiscal, Terry White, era afroamericano.
El 29 de abril de 1992, el séptimo día de deliberaciones del jurado, éste absolvió a los cuatro agentes de agresión y a tres de ellos de uso excesivo de la fuerza. El jurado no pudo acordar un veredicto para el cuarto agente acusado de uso excesivo de la fuerza. Los veredictos se basaron en parte en los tres primeros segundos de un segmento borroso de 13 segundos de la cinta de vídeo que, según el periodista Lou Cannon, no había sido emitido por las cadenas de televisión en sus emisiones.
Los dos primeros segundos de la cinta de vídeo, contrariamente a lo que afirman los agentes acusados, muestran a King intentando huir por delante de Laurence Powell. Durante el siguiente minuto y 19 segundos, King es golpeado continuamente por los agentes. Los agentes declararon que intentaron sujetar físicamente a King antes del punto de partida de la cinta de vídeo, pero que King pudo despistarlos físicamente.
Posteriormente, la acusación sugirió que los miembros del jurado podrían haber absuelto a los agentes por haberse insensibilizado ante la violencia de la paliza, ya que la defensa reprodujo la cinta de vídeo repetidamente a cámara lenta, descomponiéndola hasta perder su impacto emocional.
En el exterior del juzgado de Simi Valley, donde se dictaron las sentencias absolutorias, los ayudantes del sheriff del condado protegieron a Stacey Koon de los airados manifestantes de camino a su coche. El director de cine John Singleton, que estaba entre la multitud en el juzgado, predijo: "Con este veredicto, lo que han hecho estas personas, han encendido la mecha de una bomba".

## Eventos
Los disturbios comenzaron el día en que se anunciaron los veredictos y alcanzaron su máxima intensidad durante los dos días siguientes. Un toque de queda desde el anochecer hasta el amanecer y el despliegue de la Guardia Nacional de California, las tropas estadounidenses y las fuerzas del orden federales acabaron por controlar la situación.
Un total de 64 personas murieron durante los disturbios, de las cuales nueve fueron abatidas por las fuerzas del orden y una por los guardias nacionales. De los muertos durante los disturbios, 2 eran asiáticos, 28 negros, 19 latinos y 15 blancos. Ningún agente de la ley murió durante los disturbios. Se informó que 2383 personas resultaron heridas. Las estimaciones de las pérdidas materiales varían entre unos $800 millones y $1000 millones. Se produjeron aproximadamente 3600 incendios, que destruyeron 1100 edificios, y en algunos puntos se produjeron llamaradas de incendio cada minuto. También se produjeron saqueos generalizados. Los alborotadores atacaron las tiendas de coreanos y otras etnias asiáticas, reflejando las tensiones entre ellos y las comunidades afroamericanas.
Muchos de los disturbios se concentraron en el centro-sur de Los Ángeles, donde la población era mayoritariamente afrodescendiente e hispana. Menos de la mitad de los detenidos y un tercio de los muertos durante la violencia eran hispanos.
Los disturbios provocaron la activación de la Oficina Nacional de Administración Oceánica y Atmosférica el 30 de abril de 1992, en KCAL-TV.

### Primer día (miércoles 29 de abril)
Los eventos comenzaron en varios lugares durante la hora punta, al irse conociendo el veredicto. Los manifestantes del Juzgado de Los Ángeles eran pacíficos en general, pero las protestas en el Parker Center, la sede del LAPD, acabaron con varios arrestos. El jefe de policía Daryl Gates, anteriormente criticado por el aparente racismo y corrupción en su departamento, mereció duras críticas por asistir a un evento de captación de fondos electorales la noche que comenzó la violencia. La acción inmediata era la táctica establecida en el LAPD, ya que las horas iniciales de cualquier disturbio son las más decisivas. Sin embargo, el departamento de policía de los angeles (LAPD) no respondió rápida y decisivamente al principio, y recibió por ello duras críticas durante y tras los disturbios. La violencia hizo acto de presencia rápidamente, sobre todo en el históricamente barrio negro de South Los Angeles, alrededor del cruce entre las avenidas de Florence y Normandie. Esta intersección se convirtió en el centro neurálgico de los disturbios, y fue conocida como el flashpoint.

#### Comentarios de cargos públicos
En respuesta a la violencia, el alcalde de Los Ángeles, Tom Bradley, comentó que el veredicto del juicio de King "nunca nos hará cerrar los ojos ante lo que vimos en aquella cinta de vídeo". El presidente George H. W. Bush dijo que "El sistema del jurado ha funcionado; lo que hace falta ahora es calma, respeto por la ley".

#### Paliza a Reginald Denny

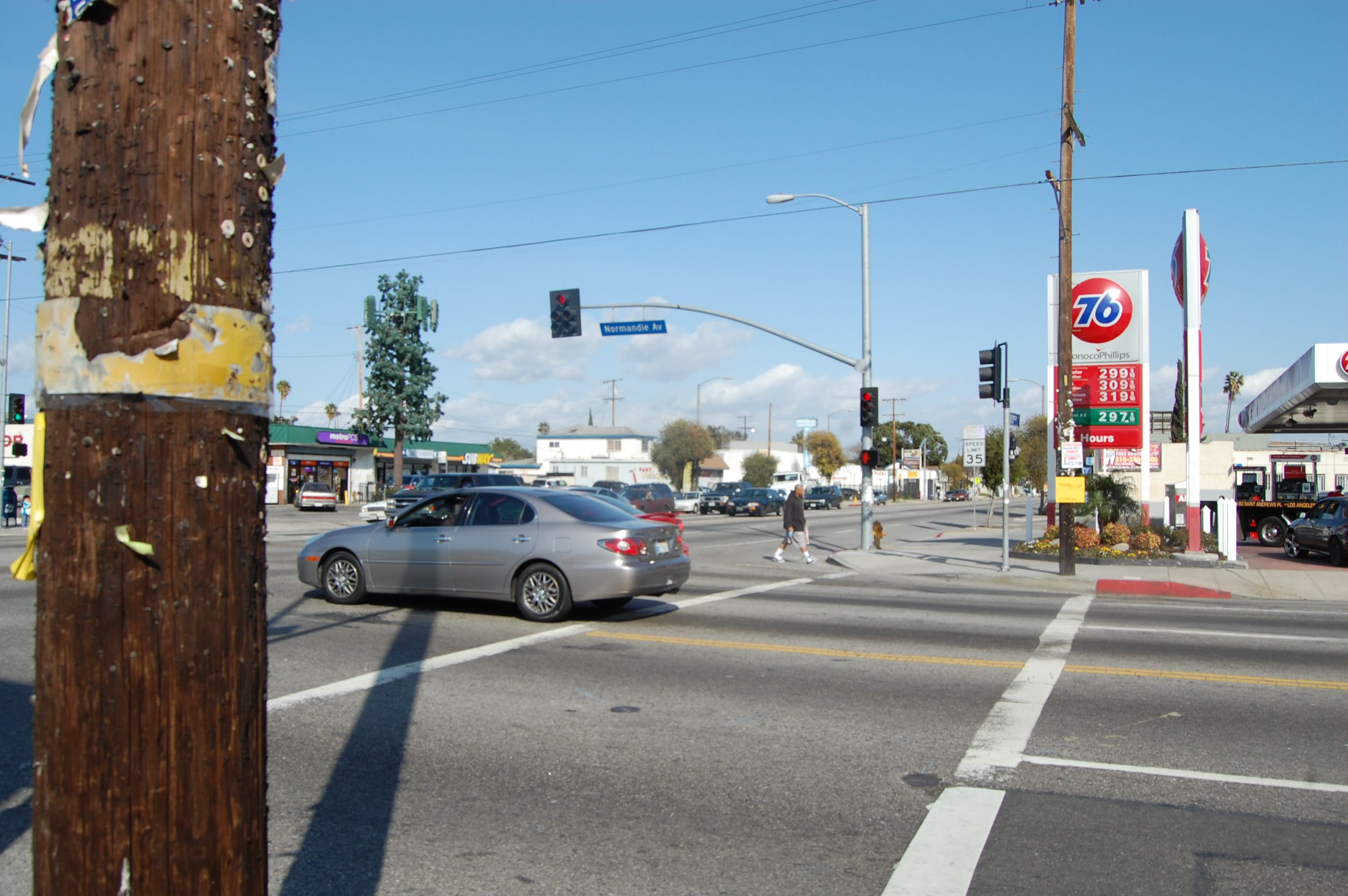
Esquina Suroeste de Florence y Normandie, vista hacia el Noreste, 2010.

A última hora de la tarde, Reginald Denny, un camionero blanco, se detuvo en un semáforo en la intersección entre las avenidas de Florence y Normandie, fue sacado de su vehículo y duramente golpeado por un grupo de jóvenes afroamericanos bajo las cámaras de los helicópteros, que grabaron cada golpe, incluyendo el fragmento en el que dejaron caer un objeto pesado sobre su cabeza cuando se encontraba tendido en el suelo. Aunque la policía no apareció, al haber sido ordenada en retirada por su propia seguridad, varios asaltantes serían luego arrestados, y uno de ellos enviado a prisión. Denny fue rescatado por vecinos afroamericanos, entre ellos Bobby Green, que al ver el asalto en directo, se apresuraron al lugar de los hechos. Denny se recuperó tras una operación quirúrgica, y fue la víctima más conocida de los sucesos.
Minutos después de que Denny fuera rescatado en el cruce, otra víctima fue golpeada delante de la cámara. Fidel López, un autónomo trabajador de la construcción guatemalteco, fue arrastrado de su camión, robándole casi 2.000 dólares en metálico. Un asaltante le abrió la frente con una radio de coche, mientras que otro intentaba cortarle la oreja. Tras desmayarse López, la muchedumbre le pintó de negro el pecho, torso y genitales. López sobrevivió al ataque, y luego de varias operaciones y meses de recuperación recuperó su oído.
Varios incendiarios atacaron ese y otros barrios, descargando su rabia sobre los comercios desatendidos en medio del caos. Usaron ladrillos para romper ventanas, y después arrojar cócteles Molotov y prenderles fuego. Se quemaron coches para bloquear las intersecciones, algunos de ellos robados a sus conductores, que fueron golpeados. Al ser disparados, cundió el pánico entre los bomberos y demás personal de rescate, cuyos jefes evitaron enviarlos a zonas de peligro. Así, en la oscuridad de la noche, gran cantidad de tiendas fueron asaltadas sin contemplaciones, y los incendios destruyeron multitud de edificios. Agentes antidisturbios del LAPD fueron desplegados en varias partes de la ciudad, pero quedaron grandes áreas desprotegidas.

### Segundo día (jueves 30 de abril)
El segundo día la violencia se extendió sin control. Se televisaron tiroteos que mostraban a propietarios de comercios coreanos tomando las armas (muchos de ellos eran veteranos de la guerra de Corea) para defender sus propiedades ante las masas violentas. A mediodía, una respuesta organizada comenzó a tomar forma. Grupos de bomberos escoltados por patrullas policiales empezaron a trabajar. La Policía de Carreteras de California envió agentes a la ciudad. El alcalde, Tom Bradley, declaró el estado de emergencia e instauró un toque de queda nocturno. El presidente Bush afirmó en un discurso sobre los disturbios que la "anarquía" no sería tolerada. La Guardia Nacional de California, a la que se había desaconsejado actuar, respondió rápidamente llamando a unos 2.000 soldados, pero no pudo hacerlos llegar a la ciudad hasta unas 24 horas más tarde. Inicialmente sólo pudieron asegurar zonas previamente estabilizadas por la policía. Más tarde proveerían apoyo directo en la lucha contra los exaltados.
El diario Los Angeles Times informó de que varios miembros del jurado que absolvió al grupo de policías que apaleó a Rodney King habían huido de sus hogares, y que el propio King había sido ingresado en una institución psiquiátrica.

### Tercer día (viernes 1 de mayo)

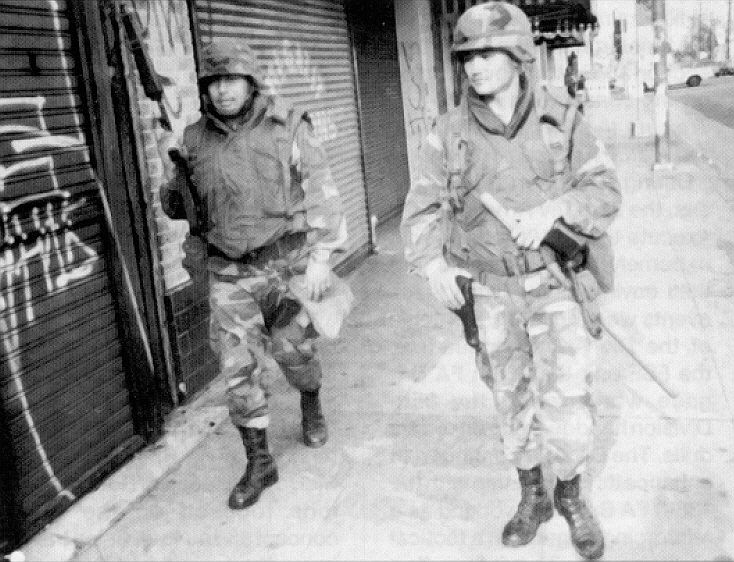
4.000 miembros de la Guardia Nacional patrullaron la ciudad.

Durante el tercer día de los disturbios se destacaron las declaraciones de Rodney King en estado de shock preguntando "¿Podemos llevarnos bien todos juntos?". Esa mañana, a la 1 de la madrugada, el gobernador de California, Pete Wilson, solicitó ayuda al gobierno federal, pero ésta no podría llegar hasta el sábado. Cuatro mil miembros de la guardia estatal llegaban a la urbe en tanquetas. Además, 1700 agentes federales de policía de diferentes lugares empezaron a llegar, para asegurar la protección de instalaciones federales y asistir a la policía local. Cuando cayó la noche, la zona más violenta sufrió un apagón.
El viernes por la noche, el presidente Bush se dirigió a la nación denunciando el "terror arbitrario y falta de respeto por la ley", resumiendo sus charlas con el alcalde Bradley y el gobernador Wilson, y describiendo la ayuda federal que estaba facilitando a las autoridades locales. Aludiendo a la "necesidad urgente de restablecer el orden", advirtió de que la "brutalidad de las turbas" no sería tolerada, y que usaría "cualquier fuerza necesaria". Después habló del caso de Rodney King, y en un tono más moderado, describió una charla con sus propios nietos, y señaló la reacción de los "policías buenos y honestos", así como de los defensores de los derechos civiles. Dijo que había indicado al Departamento de Justicia que iniciara una investigación independiente, diciendo que "la acción del Gran Jurado ya está en marcha", y que se haría justicia.
En este momento, muchos acontecimientos deportivos y de entretenimiento se habían pospuesto o cancelado. El partido de los play-off de la NBA en el que Los Angeles Lakers debían recibir a los Portland Trail Blazers se pospuso al domingo, siendo trasladado a Las Vegas. Los Angeles Clippers hicieron lo propio llevando su partido contra Utah Jazz a la cercana Anaheim. En béisbol, Los Angeles Dodgers pospuso sus partidos durante cuatro días consecutivos, de jueves a domingo; Se jugarían en julio.  Los hipódromos de Hollywood Park y Los Alamitos fueron también cerrados. L.A. Fiesta Broadway, un importante evento para la comunidad latina, no se celebró durante el primer fin de semana de mayo, como estaba previsto.

### Cuarto día (sábado 2 de mayo)
El cuarto día, 4000 soldados del Ejército de Estados Unidos y el Cuerpo de Marines estaban preparados para ser emplazados desde Fort Ord y Camp Pendleton, dispuestos a reemplazar a las masas violentas y restaurar el orden. La calma empezó a reaparecer cuando la presencia federal se hizo notar. Con la situación moderadamente bajo control, la población coreana llevó a cabo una manifestación reclamando la reconstrucción de Koreatown. Una cierta normalidad comenzó a reaparecer al final del día, aunque muchos angelinos de clase media habían abandonado la ciudad durante el fin de semana. Otros simplemente se escondieron, viendo la cobertura televisiva. La noche del sábado hubo algo de descontrol, en los lugares habituales de fiesta. 
Ya sea en respuesta a los disturbios, o simplemente al veredicto de no culpabilidad, el 2 de mayo el Departamento de Justicia comenzó una investigación federal sobre el apaleamiento de Rodney King.

### Quinto día (domingo 3 de mayo)
Ante la relativa calma, el alcalde Bradley, aseguró que la situación estaba "prácticamente bajo control". Sin embargo, en un incidente aislado, se disparó contra un motorista en un encuentro con miembros de la Guardia Nacional esa misma noche.

### Sexto día (lunes 4 de mayo)
Aunque el alcalde levantó el toque de queda, indicando el fin oficial de los disturbios, durante unos cuantos días más se sucedieron incidentes violentos y crímenes esporádicos. Colegios, bancos y negocios reabrieron. Las tropas federales, temiendo dejar desprotegida a la población, no se marcharon hasta el 9 de mayo; La Guardia Nacional aguantó hasta el 14 de mayo, y algunos soldados se quedaron incluso hasta el 27.

## Consecuencias

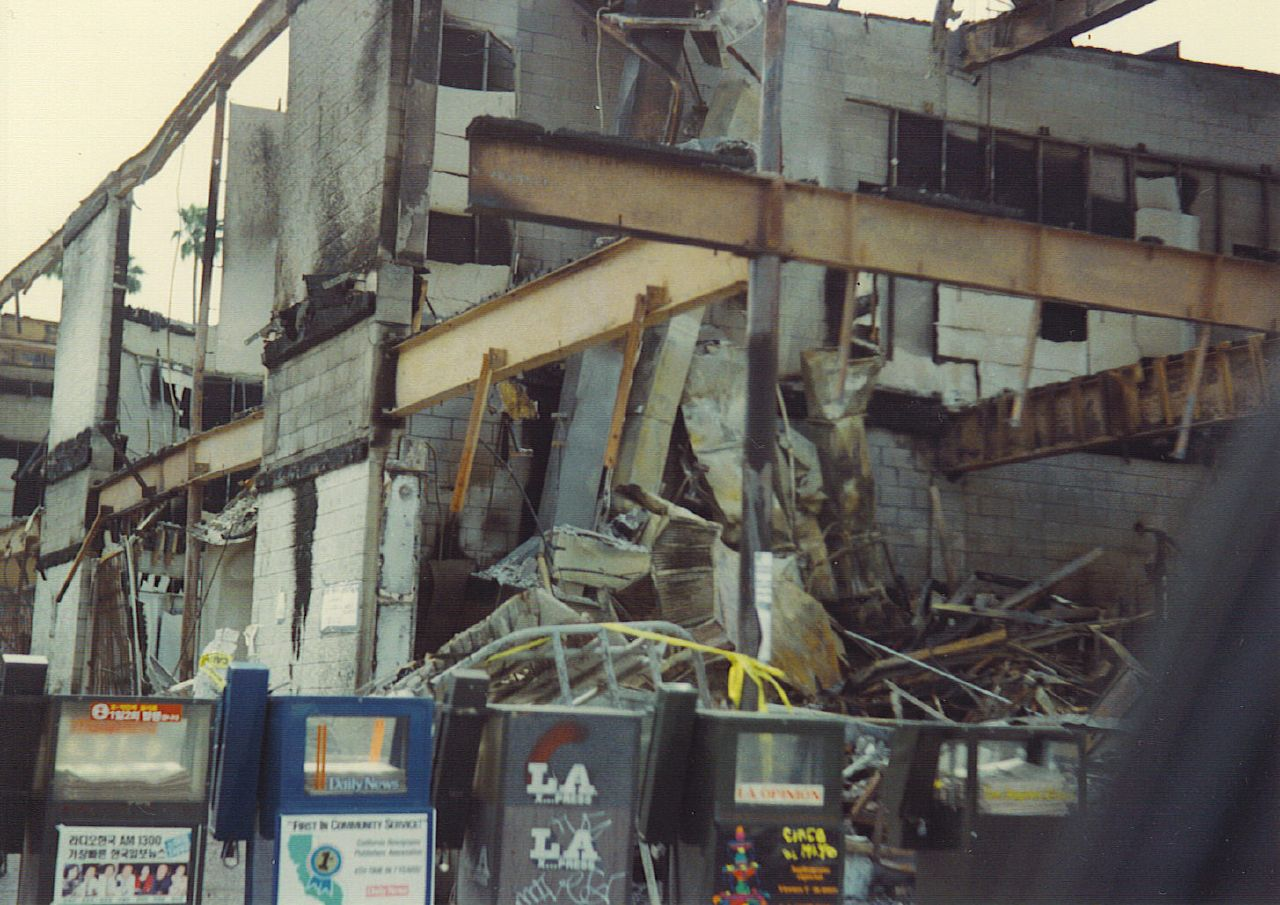
Edificios quemados en Los Ángeles.

Tras los disturbios, la presión popular forzó un nuevo juicio de los agentes, y el gobierno federal presentó cargos de violación de derechos civiles contra ellos. Cerca del primer aniversario de la absolución, la ciudad esperaba en tensión la decisión del jurado federal. Tras siete días de deliberaciones se especulaba con nuevos incidentes si no se presentaba un veredicto de culpabilidad.
El gobierno y los medios tomaron medidas de precaución. La decisión se tomó a las 7 de la mañana en la sesión del sábado 17 de abril de 1993. Dos agentes fueron condenados y otros dos absueltos. Temiendo las acusaciones de sensacionalismo que recibieron tras la primera decisión judicial, los medios de comunicación tomaron un papel más sobrio esta vez, incluyendo tranquilas entrevistas en la calle. La policía se movilizó con agentes en turnos de 12 horas, coches de patrulla, helicópteros vigía, barricadas callejeras, centros de mando tácticos y apoyo de la Guardia Nacional y el Cuerpo de Marines. No hubo incidentes violentos.
Peter Ueberroth, presidente del comité organizador de los Juegos Olímpicos de 1984 en Los Ángeles, intentó alentar el desarrollo de las zonas afectadas como líder de Rebuild L.A., una iniciativa que no logró atraer más que la mitad de fondos previstos para invertir en las áreas pobres. El intento duró hasta que su cargo expiró en 1997.

## Los disturbios en la cultura popular

### Música
- La canción "Cop Killer", de Body Count, fue acusada de promover el comportamiento observado durante los disturbios, así como de alentar el asesinato arbitrario de agentes de la policía. El álbum fue publicado el 30 de marzo de 1992, un mes antes del comienzo de los disturbios.
- "April 29th 1992", canción de la banda Sublime, está basada en hechos producidos durante los disturbios.
- "The Day The Niggaz Took Over", de Dr. Dre, en la que aparecen Snoop Doggy Dogg, RBX & Daz Dillinger (anteriormente conocido como "Dat Nigga Daz"), describe la situación desde el punto de vista de un criminal de raza negra, e incluye entrevistas de gente de la calle.
- "We Had To Tear This Motherfucka Up", de Ice Cube, fue escrita en respuesta al veredicto, y expresa sentimientos similares a los que alegaban los exaltados. La mayoría de su disco de 1992, "The Predator", evocaba en cierta medida a Rodney King y los disturbios.
- "Black Korea", de Ice Cube habla de los tenderos coreanos racistas. Un año después, los coreanos y sus negocios fueron atacados durante los sucesos.
- El álbum homónimo de Porno for Pyros estuvo completamente inspirado en los eventos.
- "Like a King", de Ben Harper, juega con la coincidencia de que Rodney King tiene el mismo apellido que el activista Martin Luther King.
- El tercer álbum de Rage Against The Machine titulado The Battle of Los Angeles encuentra la inspiración para todas sus canciones en estos sucesos, siendo sus canciones más populares Guerrilla Radio, Sleep Now in the Fire y Testify.
- "Shock to the System", de Billy Idol contiene varias referencias a los disturbios.
- Las canciones de Bad Religion tituladas "Recipe For Hate" y "Don't Pray on Me" estuvieron influenciadas por los disturbios.
- En referencia al incidente de Reginald Denny/Damian Williams, en la canción de Dr. Dre "Natural Born Killas" Ice Cube canta: "So fuck Charlie Manson/I snatch him out his truck/hit him with a brick/and I'm dancin'".
- El videoclip de la canción "1000 Oceans", de Tori Amos recrea escenas de los disturbios y fue filmado en L.A. con testigos de los eventos.
- "I Wanna Riot", de Rancid, está basada en los disturbios.
- El grupo femenino afroamericano En Vogue, de origen californiano, lanzó su tema anti-prejuicios "Free Your Mind" después de los disturbios. Alcanzaron el top 10 de la lista de éxitos Billboard Hot 100.
- "real eyes, realice, real lies", de Machine Head es un tema instrumental sobre los eventos, y contiene cortes de sonido de canales de noticias.
- La canción Anger del grupo estadounidense Downset, publicada en su álbum homónimo (1994), hace referencia al incidente en su tramo final, al citar la fecha y el lugar del mismo.
- "L.A.P.D.", de The Offspring, habla del incidente de Rodney King.
- "Chota", de Ozomatli, narra la visión de los disturbios y la indefensión de los inmigrantes latinoamericanos en un South Central al que acaban de llegar como residentes.
- La canción Fire it up del grupo de Heavy Metal Black Label Society está inspirada en estos sucesos. El videoclip homónimo contiene numerosas imágenes de los disturbios.
- En el videoclip del tema "Keep Ya Head Up" del popular artista de rap 2pac, aparece al inicio un mensaje en memoria de Latasha Harlins: "Dedicated To The Memory Of Latasha Harlins...It's Still On.".
- La canción "April 29, 1992", del grupo Sublime (banda), originarios de Long Beach (California), habla sobre los disturbios.
- La canción What More Can I Give de "Michael Jackson and Friends" fue compuesta en memoria de las víctimas.

### Cine
- La película de 1991 Grand Canyon, que reflexionaba sobre el abismo entre personas de distintas razas y clases en Los Ángeles, fue señalada como anticipación de los disturbios, particularmente en una escena en la que un conductor blanco sufre el asalto de un grupo de criminales negros, antes de ser rescatado por un conductor de grúa negro.
- La película de Spike Lee Malcolm X empieza con una escena de la paliza de Rodney King, yuxtapuesta a una bandera americana en llamas, en la que el fuego forma la letra X.
- Previamente en 1989, el mismo Lee había realizado el film de ficción Do the right thing (Haz lo correcto), ambientado en Brooklyn (Nueva York), donde suceden enfrentamientos sociales y raciales de características similares a los que ocurrieron luego en Los Ángeles en 1992, aunque a menor escala en la ficción.
- La película "Escritores de la Libertad" con actuación principal de Hilary Swank (Erin Gruwell).
- Floundering, de 1994, explora la alienación y el desafecto que el protagonista ve en Venice Beach tras los disturbios.
- The Naked Gun 33⅓: The Final Insult, comedia de 1994, muestra una escena durante la entrada los artistas a la ceremonia del Oscar, en donde al fondo se ve la ciudad de Los Ángeles en llamas producto de los disturbios.
- Dark Blue, de 2002, toma lugar durante los disturbios, y recrea varios fragmentos, además de mostrar los dos famosos vídeos.
- Sa-I-Gu es un corto documental de 1993 sobre mujeres coreanas afectadas por los disturbios.
- El filme Menace II Society (juego de palabras que se traduce como "Amenaza para la Sociedad") comienza con una escena que ambiguamente denota el racismo de unos coreanos contra los afroamericanos. Dos jóvenes afroamericanos son molestados por los tenderos coreanos, que sospechan que están hurtando, y como venganza, uno de los jóvenes los asesina y roba la tienda.
- Algunos personajes de American History X discuten sobre las circunstancias del arresto de Rodney King.
- Aparecen imágenes de Rodney King y de su juicio en la película Natural Born Killers criticando a la cobertura televisiva de hechos violentos.
- Freedom Writers en 2006 habla de como vivían las personas de diferentes razas después de los disturbios.
- Straight Outta Compton, de 2015, relata la historia de la banda NWA, en donde tienen mención los disturbios de 1992 en South Central, Los Ángeles.
- Kings (2017).

### Televisión
- El primer episodio de la séptima temporada de La Ley de Los Ángeles toma lugar en los días de los disturbios.
- Un episodio de la sitcom A Different World muestra a los dos protagonistas durante su luna de miel en el Los Ángeles de los disturbios.
- El primer episodio de la cuarta temporada de Doogie Howser, MD fue completamente dedicado a los disturbios.
- El primer episodio de la cuarta temporada de In Living Color fue dedicado a los disturbios, y otros episodios de la tercera temporada muestran diversos cortes centrados en el mismo evento.
- Al final del primer episodio de la última temporada de Oz (1997-2003), se pueden ver revueltas en las calles provocadas por la ira de personas afroamericanas debido a un juicio injusto similar a los hechos mencionados.
- En Arrow (temporada 3, episodio 11) se mencionan los disturbios.

### Otros
- La actriz de teatro Anna Deavere Smith creó una obra, Twilight: Los Angeles 1992, basada en entrevistas sobre los disturbios con gente de la calle.
- El videojuego Grand Theft Auto: San Andreas en la misión «Riot» contiene una sección en la que, después de un juicio en el que queda absuelto de varios crímenes el policía corrupto Frank Tenpenny, ocurren disturbios similares. Los disturbios toman lugar en Los Santos, la versión de Los Ángeles en el juego, durante 1992.
- El álbum hablado Everything de Henry Rollins es un capítulo de su libro Eye Scream, que contiene historias de la vida de Rollins en LA durante los disturbios, así como su opinión sobre la policía y la reacción de los vecinos.
- En 2020, National Geografic, crea un documental sobre los disturbios, donde presenta filmaciones antes y después de los hechos.